# Karl Weidmann
Karl Weidmann, född 4 juli 1931, är en schweizisk före detta roddare.
Weidmann blev olympisk silvermedaljör i fyra med styrman vid sommarspelen 1952 i Helsingfors.